# Syzygium myrtifolium
Syzygium myrtifolium là một loài thực vật có hoa trong Họ Đào kim nương. Loài này được Walp. miêu tả khoa học đầu tiên năm 1843.